# Ford Maverick (2021)
Ford Maverick (P758) — среднеразмерный пикап производства Ford Motor Company, серийно выпускаемый с 8 июня 2021 года.

## История
О разработке пикапа на платформе Ford C2 было объявлено в январе 2019 года. В июле 2020 года поступила информация о том, что автомобиль получит индекс Maverick в честь одноимённого автомобиля, выпускающегося с 1969 по 1977 год.
Автомобиль Ford P758 производится со 2 сентября 2021 года в Мексике, параллельно с Ford Bronco Sport. Поставляется в Северную и Южную Америку.
В январе 2022 года продажи моделей были приостановлены, так как автомобили не успевали сделать в срок. В 2023 году продажи автомобилей были возобновлены.
Обновленный Maverick был представлен 31 июля 2024 года как автомобиль 2025 модельного года.

## Продажи
| Год  | США   | Канада | Мексика |
| ---- | ----- | ------ | ------- |
| 2021 | 13259 | 1504   | 847     |
| 2022 | 74370 |        |         |

## Галерея

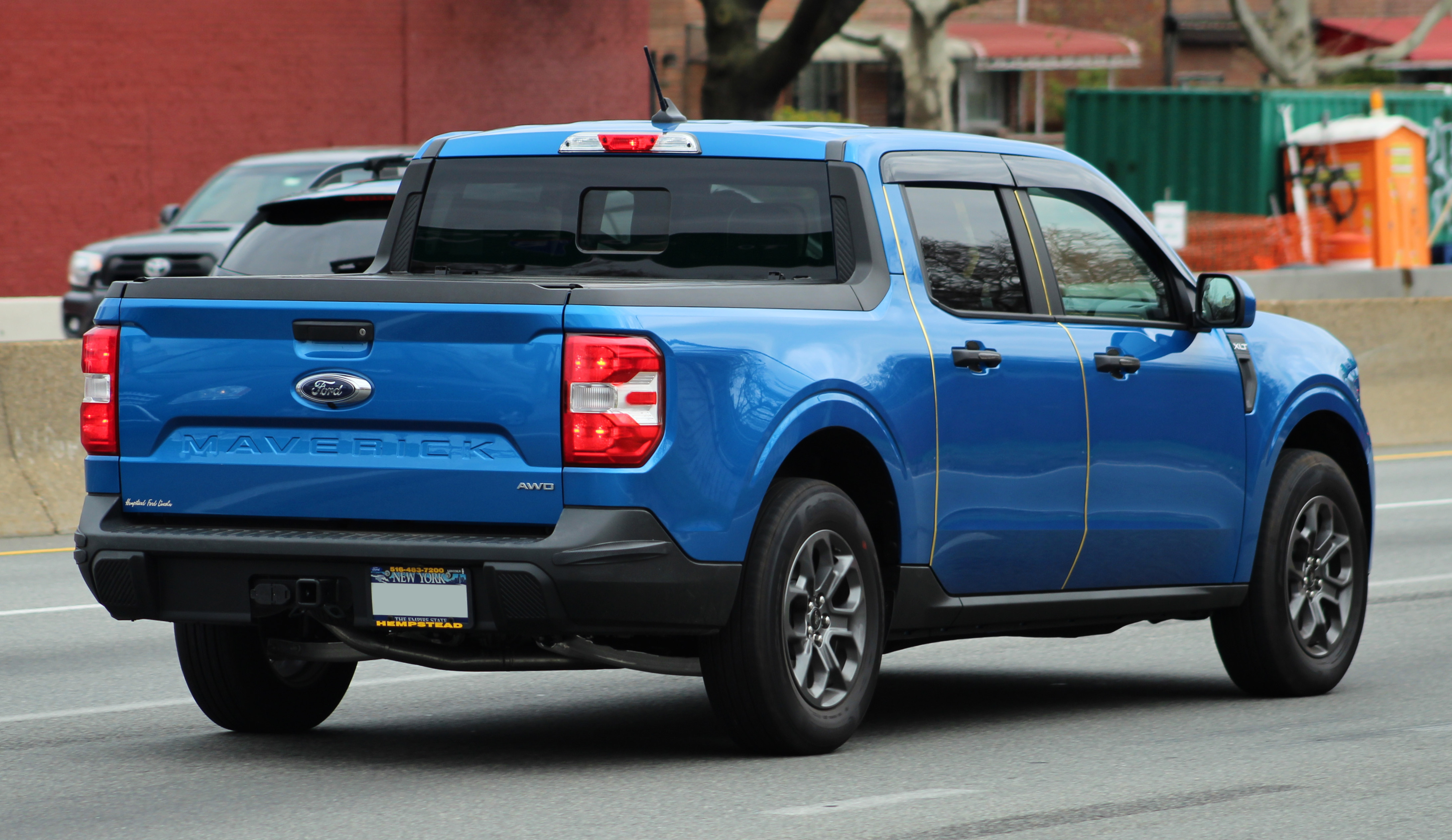
Ford Maverick XLT AWD
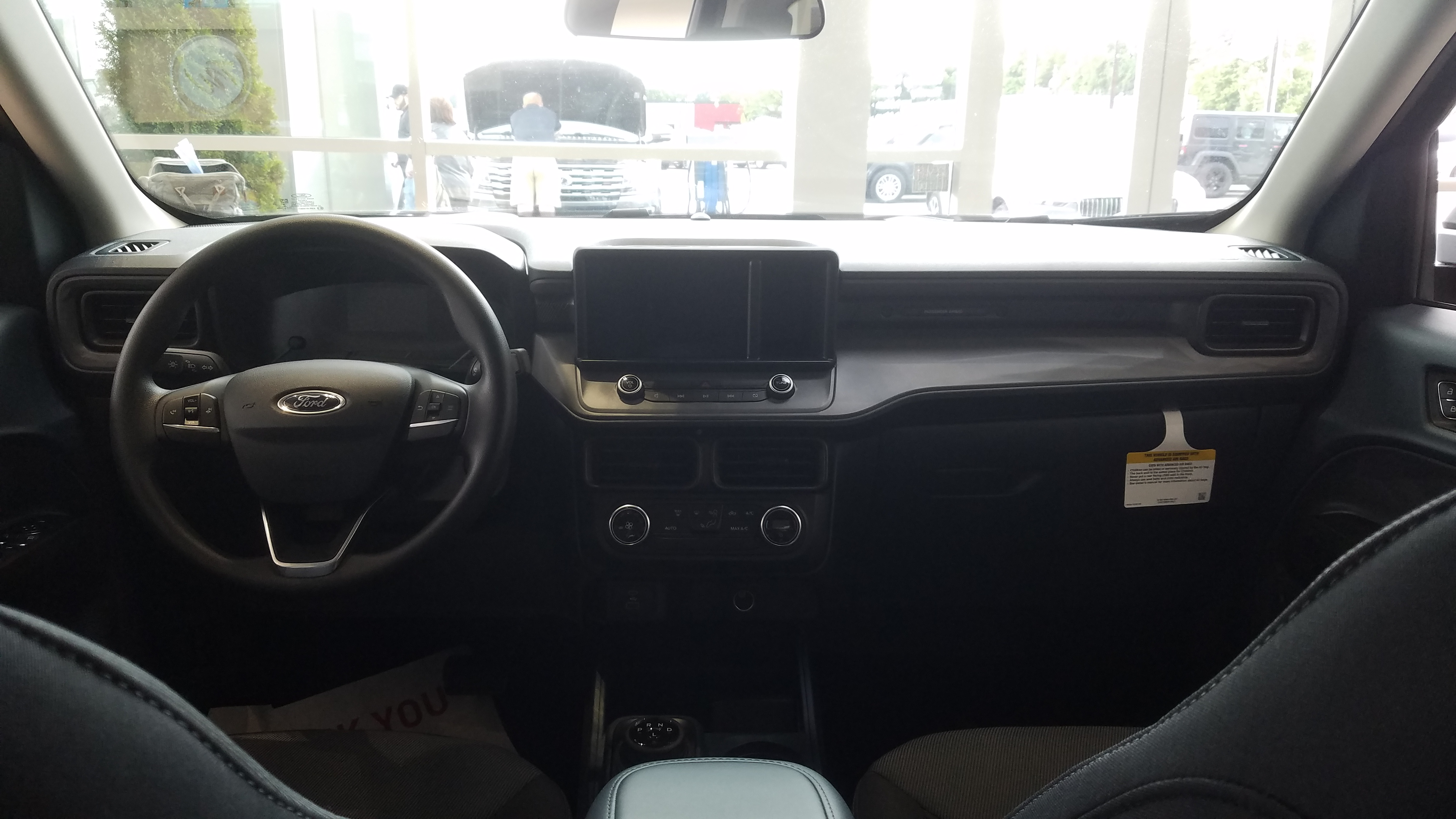
Место водителя
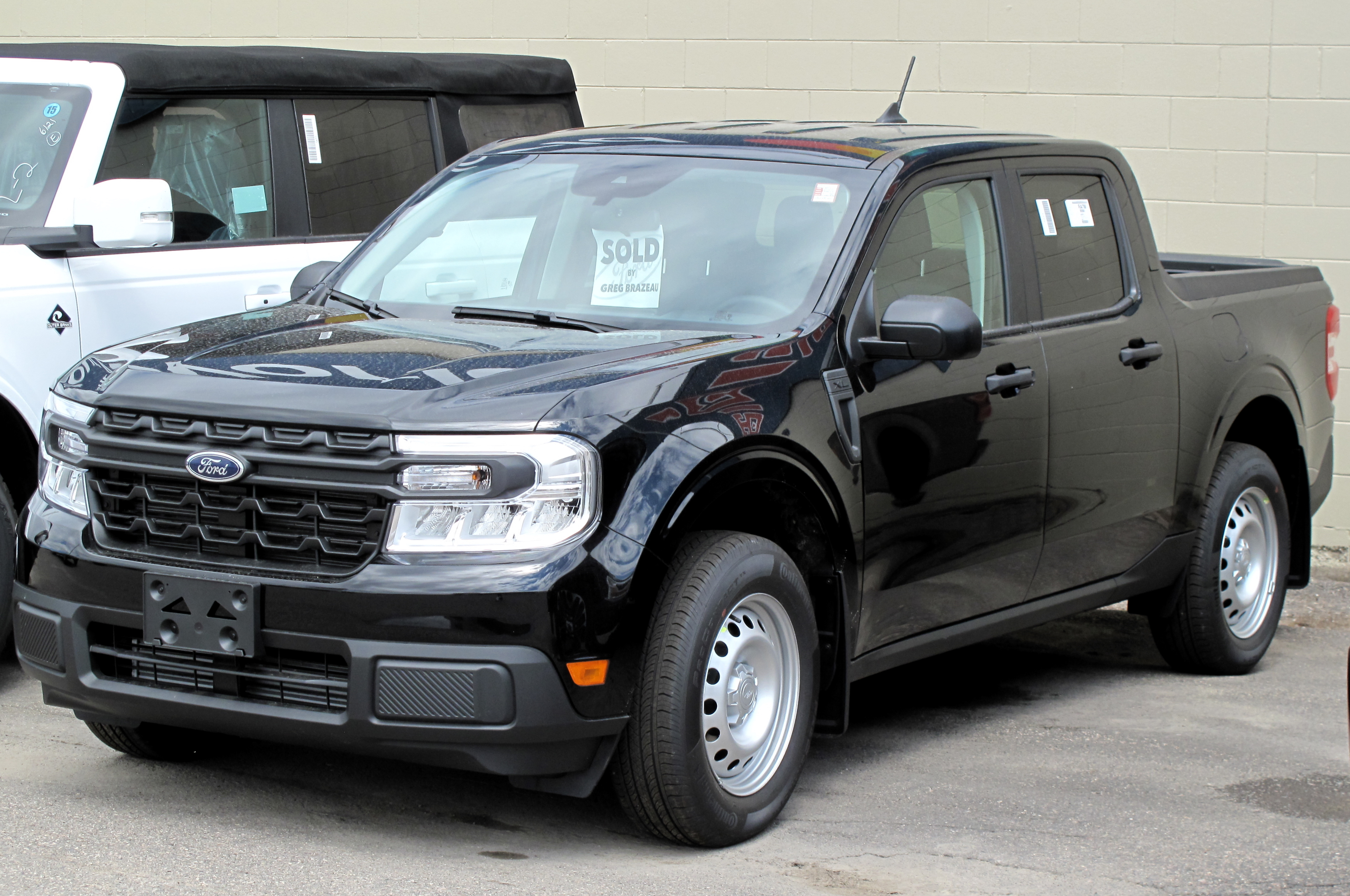
Ford Maverick XL
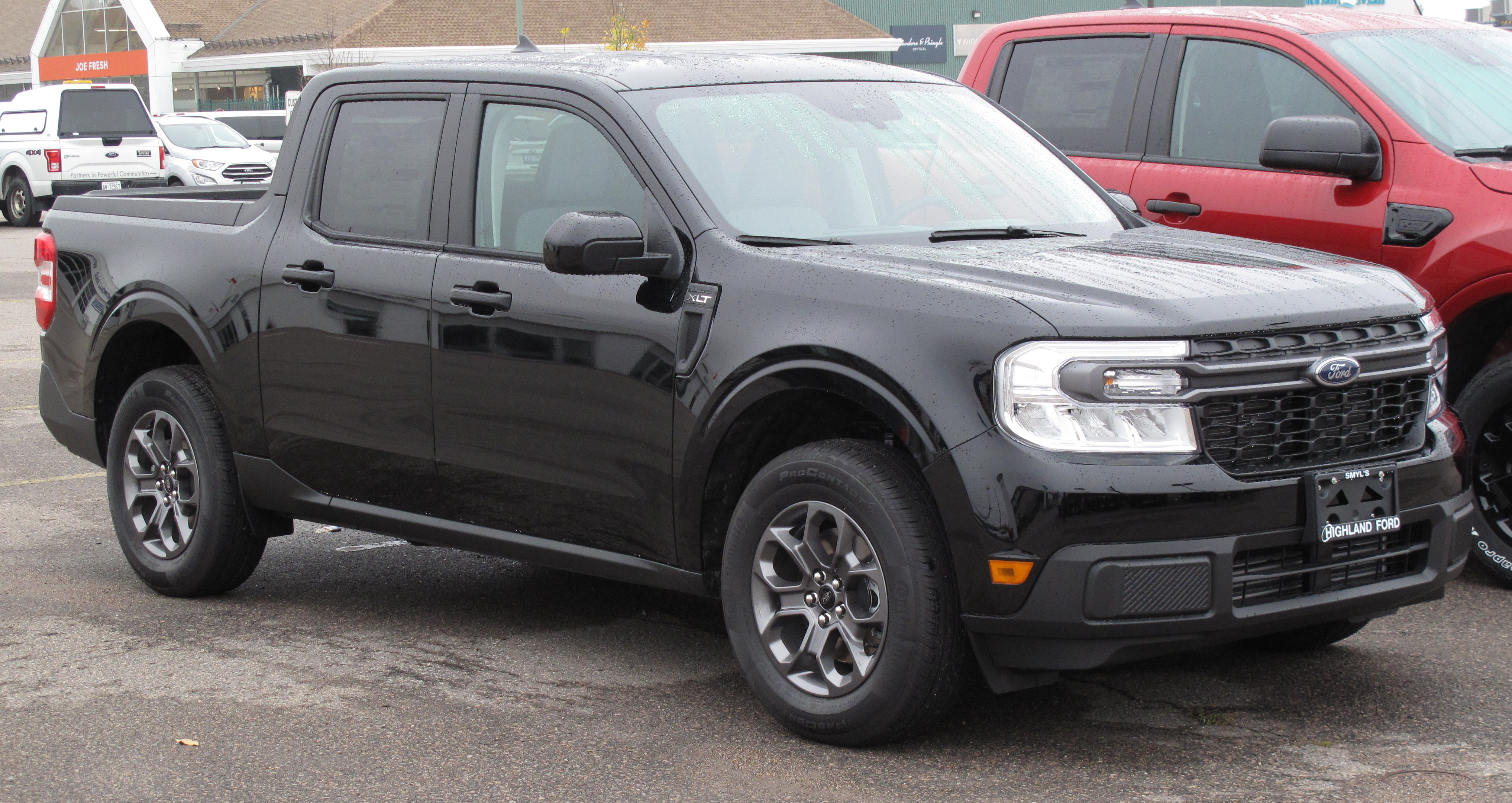
Ford Maverick XLT
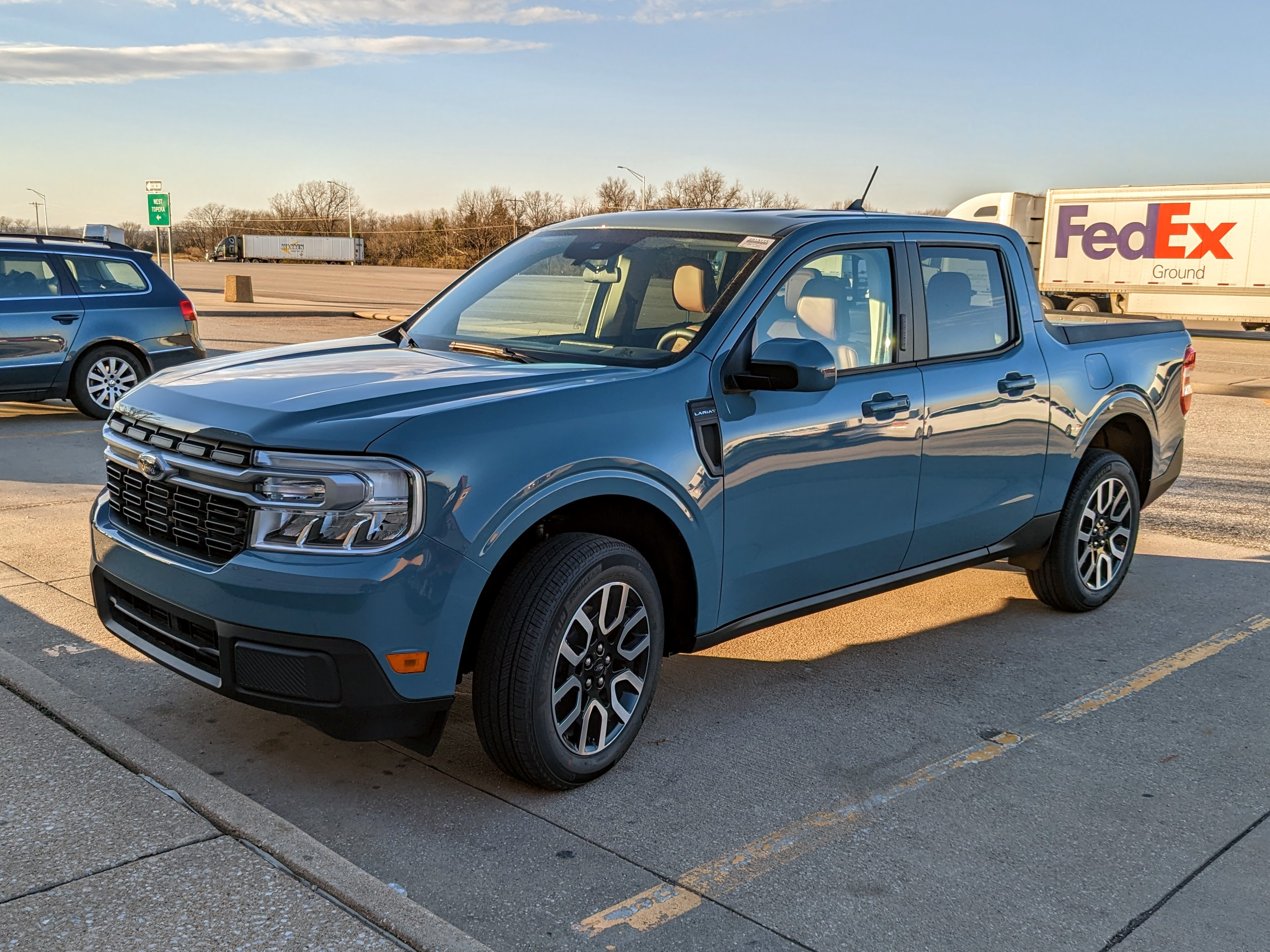
Ford Maverick Lariat FWD